# Rhinocricus caudatus
Rhinocricus caudatus är en mångfotingart som först beskrevs av Newport 1844.  Rhinocricus caudatus ingår i släktet Rhinocricus och familjen Rhinocricidae. Inga underarter finns listade i Catalogue of Life.